# Синдзян-уйгурски автономен регион
Синдзян-уйгурският автономен регион (на мандарин: 新疆维吾尔自治区; пинин: Xīnjiāng Wéiwú'ěr Zìzhìqū; уйгурски: شىنجاڭ ئۇيغۇر ئاپتونوم رايونى, Шинджан уйгур аптономи райони) или само Синдзян e автономен регион в западната част на Китай, в историческата област Източен Туркестан (Уйгуристан). Административен център и най-голям град в региона е град Урумчи.

## История
„Белите хора“ според древен китайски сборник с текстове от преди 2000 години, наречен Шан Хай Дзин (山海经 – „Класиката на планини и реки“), описващ географски особености и познат като колекция от митове, или наречени още от древните китайци „белите хора с дълги коси“, са хората, които живели отвъд северозападната граница на територията на днешен Синдзян. Откритите в Таримската падина и много добре запазени т. нар. таримски мумии с черти на европейска раса, най-често с руси или червени коси, датират от 3 в. пр.Н.е. Различни номадски племена, като Юеджъ, са вероятно част от голямата миграция на индо-европейско говорещи хора, живели по онова време в централна Азия.
Номадски култури, като тези на племената Юеджъ, Юджъ и Ниуджъ са документирани от района на Синдзян от 1 век пр.н.е. и са известни предимно с обработката на нефрит. Повече от 750 нефритени скъпоценности от гробницата на Фухао от дин. Шан са от Хотан – днешен Синдзян. За Юеджъ сведения дава и Съма Циен в своите „Записки на Великия историк“. По-късно, след разцвета си по време на първия китайски император Цин Шъхуан, Юеджъ влизат в конфликт с племето Сюнну и следват периоди, в които териториите са спорни – многократно връщани и отнемани от Китай.
През 6 век тюркски народи започват умело да навлизат в района на планината Алтай, създават Тюркски хаганат и скоро разпростират създадената от тях обширна империя в централна Азия. През 583 г. империята е разделена на западна, където попада и Синдзян, и на източна част. През 609 г. по време на династия Суй Китай установява контрол над югоизточен Синдзян.
Династия Тан е основана през 618 г. и е една от най-силните династии в Китай, провеждала мащабни експедиции срещу тюркските народи. През 657 г. Вследствие опустошителното въстание Аншъ, Тибет нахлува към вътрешността на Тански Китай на широк фронт – от Синдзян до Юнан. Надвивайки столицата през 763, установяват контрол над Южен Синдзян. По същото време Уйгурският хаганат установява контрол над Северен Синдзян, влючвайки и голяма част от централна Азия и от Монголия, от където произлиза. След упадъка на Тибет и Уйгурският хаганат през средата на 9 век, тюркската династия Караханиди взема конрола над Синдзян през 10 и 11 век. Междувременно Монголия бива превзета от Киргизите, организирали се на териториите на Турфан и Урумчи през 840 г. До 13 век киргизите управляват източен Синдзян, а над части от Таримската падина господства династия Ляо или позната още като Китанска империя, управлявала северните райони на Китай, Манджурия и Монголия.
След като Чингиз Хан обединил Монголия и започнал да разширява териториите си, Уйгурската държава (обединение от района на Турфан-Урумчи) благоразумно предлага своята преданост на монголците през 1209, допринасяйки с данъци и войска. Монголската империя на Чингиз Хан надвива Китанската империя. Тъй като китаните били мюсюлмани, монголците били посрещнати от населението като освбодители в районите на Кашгар. След разпадането на Монголската империя Синдзян е управляван от Чагатайският хаганат, който през 15 век се разпада на отделни държави: Гуля, Яркенд и Турфан. По-късно през 17 век джунгарите създават империя с обширна територия, в която попада и Синдзян.
В резултат на продължителни битки, Цинска империя успява да превземе Синдзян през 1755 г. Нахлуването на Руската империя по цялото протежение на северния фронт, Опиумните войни и многото въстания, многократно подлагали под въпрос контрола на Цинската династия над далечен Синдзян. През 1864 г. китайските мюсюлмани Хуей и Уйгури въстават в синдзянските градове, следвайки примера на Мюсюлманското въстание от съседните източни провинции Гансу и Шаанси. Цинският контрол над региона бил преустановен. През 1865 Мухаммад Якуб бег, пълководец на съседното Кокандско хаство, навлиза в Синдзян през Кашгар и съумява да превземе почти цялата територия през следващите 6 години. През 1871 г. Русия се възползва от хаотичното положение и превзема богатата долина на река Или, включително и Гуля.
Управлението на Якуб бег продължило до появата на генерал Дзуо Дзунтан, които в периода 1875 – 1877 възвръща Синдзян на Цински Китай. През 1881 г. посредством дипломатически операции Китай си възвръща и Гуля. През 1884 г. Синдзян официално е провинция на Цински Китай.
През 1912 г. Династия Цин е заменена от Република Китай. Юен Дахуа, последният цински губернатор на Синдзян, избягва и на негово място в длъжност встъпва един от подчинените му – Ян Дзънсин. Ян управлява Синдзян до смъртта си през 1928 г. Вследсвие метежа срещу губернатор Дзин Шужен в началото на 30-те, въстание в Кашгар е удобният случай през 1933 г. да бъде основана кратко просъществувалата Първа Източна Република Туркестан. По-късно Синдзян е под контрола на Шън Шъцай. Той управлява за период от 10 години, въвеждайки политика за етническите малцинства и сигурността по съветски модел. Шън поканва група китайски комунисти, измежду които братът на Мао Дзъдун – Мао Дзъмин. Опасявайки се от конспирация, през 1943 г. Шън убива всички комунисти в Синдзян, включително и Мао Дзъмин. Втората Източна Република Туркестан просъществува с подкрепата на Съветския съюз в периода 1944 до навлизането на китайската народна освободителна армия през 1949 г.
Синдзян-Уйгурският автономен регион е създаден на 1 октомври 1955 г.
През 1964 г. на територията на Синдзян при езерата Лоп Нур, Китайската народна република провежда своите първи тестове с атомни бомби – 45 на брой, от които 23 наземни.

## География
Заемащ около 1/6 от територията на страната. Синдзян означава Нова Земя, име дадено по време на Манджурската – Цинска династия в Китай. Със своите 1 660 000 кв. км, Синдзян е най-големият автономен район и също така най-голямата провинция в Китай. На юг границите на района се разпростират до Тибетския автономен район, на югоизток до провинции Цинхай и Гансу, до Монголия на изток и Русия на север, на запад до Казахстан, Киргизстан, Таджикистан, Афганистан, както и до управляваните от Индия и Пакистан спорни части на Кашмир. Провинцията има административни права върху по-голямата част от Аксай Чин, регион, обявен от Индия за част от своето териториално подразделение Ямму. Общата дължина на границата е 5600 км, което е ¼ от цялата дължина на границата на Китай.
Синдзян-Уйгурският автономен район заема цялата северозападна част на страната. В централната част се намира планината Тиеншан, достигаща средна височина от 3000 – 5000 м, с най-висок връх Томур – 7455 м. Оградена от хребетите на Тиеншан и Кунлун се простира най-голямата в страната Таримска падина, заемаща площ от 530 хил. кв. км, със средна надморска височина 800 – 1300 м. В централната част на Тарим се намира най-голямата пустиня в Китай – Такламакан, заемаща площ от 330 хил. кв. км, богата на нефт и природен газ. В северната част на Синдзян, между Тиеншан и Алтай, е разположена най-голямата китайска котловина – Джунгарската. Площта ѝ е 380 хил. кв. км, средна надморска височина 200 – 1000 м. В центъра ѝ се простират обширни степи и пустини, богати на нефт и природен газ. В централната и източна част на Синдзян се намира Турфанската падина, с площ 50 хил. кв. км. В най-ниското ѝ място, на 155 м под морското равнище, се намира езерото Айдингол (Айдинху), което се нарежда на 2-ро място след най-ниското море в света – Мъртво море. Провинцията също е с най-студените и най-горещите места в Китай. Важно да се отбележи е разликата във времевата зона. Официално времето е пекинско, но понякога, не през лятото, местните хора използват свое време.
Тъй като Синдзян се намира в централна Азия, климатът тук е ясно изразено континентален. Температурните разлики през деня и нощта са големи. Слънцето грее дълго, валежите са само в минимални количества, изпаренията са значими. Средната годишна температура в Северен Синдзян е от -4 °C до 8 °C, в южен от 7 °C до 14 °C.
Дните, когато няма минусови температури през зимата в северен и Южен Синдзян, са съответно 120 – 180 и 180 – 240. Планината Тиеншан представлява естествената граница между северния умерено континентален сух и полусух климат и южния топлоумерен континентален сух климат. В северните райони годишно падат средно по 100 – 160 мм валежи, за разлика от сухите южни райони – едва 25 – 100 мм.
Най-доброто време за посещение на провинцията е през есента, когато дните са дълги, небето е чисто и температурите са по-поносими отколкото през лятото. Друга причина за посещение по това време е наличието на току-що узрелите висококачествени пъпеши, дини, грозде и други плодове и зеленчуци, специалитети на местното производство.

## Главни градове и туристически дестинации
Горещина, пустиня и стафиди – Турфан
Турфан (кит. 吐鲁番 Tulufán; уйгурски Turpan) е много силно повлиян от различните култури: китайска, персийска и индийска. Това е един от центровете на будизма и на несторианството в Китай. Откакто обаче районите са ислямизирани, господстваща религия е ислям. Тъй като през лятото тук е екстремно горещо, около 45 °C, и много сухо, са се запазили почти непокътнати много свидетелства от миналото. 2000-годишна система от канали с приблизителна дължина от близо 2000 км, наречена „фоггара“, функционира, снабдявайки с вода този голям оазис – 10 300 кв. км и неговите жители, наброяващи 570 000 души. Каналите улавят изворните води на Тиеншан, а също и тези на топящите се снегове. Навсякъде из града има подземни резервоари. Благодарение на това уникално съоръжение Турфан е успял още в миналото да се превърне в най-големия развит икономически район в Таримската падина. Основната продукция на града и района е гроздето, от което при сушене за по-малко от 30 дни се получават стафиди. Градът е условно разделен на две части: китайска-източна и уйгурска-западна. Атмосферата в Турфан е много специфична. Тук начинът на живот е типично ориенталски – с много тесни улички и с втория по големина след кашгарския базар, джамии и по-специално Емин Минаре, построена през 1776 – 1779 в афганистански стил, с минаре във формата на шише, извисяващо се на 44 м височина.
В околностите на Турфан
На 10 км от Турфан се намира отдавна изоставеният, построен още по времето на ханската династия в Китай, град Дзяохъ / Яркхото (град върху Яр). Китайците в продължение на 50 години са се опитвали да превземат крепостта Чхъшъ, собственост на хуните. Едва през 60 г. пр. Хр. успяват да превземат целия оазис Турфан, който до този момент бил независим. Руини от онези отминали времена днес разказват историята на града.
Между две речни долини се издига тясно плато с до 50 м отвесно падащи скали, над които Дзяохъ е като естествена крепост. Сградите тук често са на ръба на скалите, това стратегическо място е използвано максимално оптимално. Градът е бил разделен по протежението на главната улица с ориентация север-юг, на две големи части за управление и за живеене. Улицата води до руините на голям храм, чиято голяма зала, стени и пагода са също толкова запазени, колкото и голямата пагода на Буда. Тя се намира непосредствено зад храма и някога е била обградена от цяла „пагодена гора“.
На 30 км югоизточно от Турфан се намира много интересна и главна туристическа забележителност – руините на древния град оазис Гаочан. Като оживено търговско средище в миналото, Гаочан е бил задължителна почивка за пътуващите от Пътя на коприната.
Градът има много богата история. Построен е през 1 в. сл. Хр. и опожарен по време на войните през 14 в. Гаочан е представлявал важен будистки център. Руините на града са се запазили в добро състояние и днес могат да се разглеждат дори и вътрешни помещения.
„Хилядата пещери на Буда“ край Бецеклик (кит. 柏孜克里千佛洞, Bozikelike Qianfodong, английски Bezeklik Thousand Buddha Caves) е комплекс от свещени будистки пещери-храмове от 5 – 9 в. Мястото се намира между градовете Турфан и Шаншан, близо до руините на Гаочан. Пещерите се намират на ръба на една отвесна скала на западната страна на долината Мутоу в подножието на „Пламтящите планини“. В 60-те запазени пещери могат да се видят много значими будистки стенописи. През 1982 мястото влиза в списъка с културни паметници на КНР.
На около 50 км от Турфан в най-ниската част на Турфанската падина се намира езерото Айдинху /Айдингкол / Айдингьол. Езерото покрива територия от 22 кв. км, като обхваща общо 40 км от изток на запад, и 8 км от север на юг. Обградено от Гроздовата долина и Пламтящите планини, Айдинху се намира на 155 м под морското равнище. Поради причудливите си форми, наподобяващи лунни пейзажи, езерото е получило от уйгурите и името Лунна светлина. Историята на езерото може да се проследи още от преди 250 мил години. Преди 10 000 години то е било сладководно и около цели 1000 пъти по-голямо, отколкото е сега. Отлагането на минерали е причинило осоляването, заради което не виреят никакви риби или птици. В средната си част езерото е чисто бяло и често от слънцето се получават причудливи отражения. С безлюдността и необичайните си гледки езерото Айдинху впечатлява много туристи от цял свят.
Карамай (кит. 克拉玛依市, Kelamayi Shi; на уйгурски името означава „Черен петрол“) е самостоятелен град в северните части на Синдзян и името си е заимствал от естественото асфалтово възвишение, намиращо се в североизточната част на града. През лятото температурите тук често надвишават 40 °C, а зимата падат до -25 °C. През 1955 г. за първи път тук се добива петрол, днес този петролен кладенец се е превърнал в туристическа атракция. Управляваната от града територия се разпростира на 7,734 кв. км, а населението към края на 2005 г. е 284 300 души, от които повече са ханските китайци – около 77%. След обявяването на КНР в Карамай е единственото за страната разработено петролно поле.
Шъхъдзъ (кит. 石河子 Shíhézǐ; уйгурски شىخەنزە / Xihənzə) е самостоятелен град в северните части на Синдзян. Към града принадлежат 460 кв. км, от които застроени площи са само 30 кв. км. Населението се състои предимно от хански китайци и към края на 2005 г. е 572.772 души. Тук населението е заето в петролената, текстилната и хранително-вкусовата промишленост. Близо до града се отглеждат захарно цвекло и памук. Вторият по големина университет в Синдзян се намира в Шъхъдзъ. В него се обучават около 40 000 студенти. Наравно с ЖП връзките до Усу и Урумчи, проекта за развитие на ОН се грижи за подобряването на пътните връзки и инфраструктурата.
Хами / Кумул (кит. 哈密Hāmì; уйгурски قۇمۇل‎, Qumul, K̡umul) е град-оазис в префектурата Аксу, североизточен Синдзян, с територия 153 000 кв. км и население 541.800 души. Добре познат в цял Китай със своите пъпеши, градът още е известен с традиционните мюсюлмански фестивали. Тук се произвеждат също така и грозде и памук. Градът е разположен в депресия, и поради това климатът, подобно на Турфан, се отличава с много горещо лято – температури над 43 °C, и много студена зима – температури под -32 °C. Най-доброто време за посещение на региона са месеците август и септември, когато времето е благоприятно и са достъпни известните плодове на Хами.
Град Арал (кит. 阿拉尔市 Ālā'ěr Shì; уйгурски ئارال شەھرى / Aral Xəhri) първоначално е бил малко село, но след заселването на ханските китайци от Синдзянския Производствен и Строителен Корпус, се разраства до 800 кв. км обработваеми земи. Арал се намира в южната част на Тиеншан, на границата с Такламакан, в горното течение на Таримската река, където се сливат реките Аксу, Хотан и Яркенд. В територията влизат 4,196 кв. км, а населението наброява 260 000 в края на 2002 г., състои се предимно от хански китайци. В Арал има три язовира (Duōlàng 多浪, Shènglì 胜利 und Shàngyóu 上游) общо разпростиращи се на 248,8 кв. км с капацитет на вместимост 518 куб. м. Тук се отглеждат пшеница, памук и плодове. Арал е известен с благародните си кестени и с китайските фурми. Като туристически атракции се посочват язовирите, военните гарнизони, както и чудесни гледки край Таримската река и пустинята Такламакан.
Корла (кит. 库尔勒 Kù'ěrlè) е средно голям град в централен Синдзян, столица на най-голямата префектура в Китай – Баинголинска Монголска автономна префектура. Макар и на картата да се намира близо до Урумчи, на около 200 км, от там до Корла трябва да се пропътуват 500 км. Територията на града е 7116,9 кв. км, а населението 381 943. На 7 км северно от градчето се намира планинският проход Желязната порта, който е играл ключова роля при предпазването на керваните по Пътя на коприната от номадите, които дебнели в района. През града тече реката Кунцюехъ, считана за една от най-красивите реки на Синдзян. В директен превод от уйгурски, макар да е транскрибирано на китайски, името означава „изобилие от вода“. В района има и три езера: Инян, Лиенхуа, Бостен, а също така минава и реката Тарим. Тук климатът е типично сух, с малко валежи и със силно изразени температурни разлики между деня и нощта. След откриването на петрол в пустинята Такламакан, Корла става важен петролно ръководен център в Синдзян. Градът е най-известен със своите ароматни круши, не на последно място с пъпеши, малки бели кайсии, смокини и черници. В Корла се намира туристическа атракция позната като Спектакълът Ярдан. Става въпрос за каменна гора, с изваяни от вятъра невероятни каменни форми. На близо се намират и пясъчните планини от пустинята Такламакан. Градът е в топ-дестинациите на много туристически агенции.
Куча (кит. 库车县Kùchē, понякога и Kucha, Kutscha, Chiu-tzu, Kiu-che, Kuei-tzu) принадлежи към префектурата Аксу. Окръгът с главен град Куча има територия от 14 522 кв. км и население 400 000 души, в края на 2003 г. Куча е много важен град, част от Пътя на коприната, добре развит и дългоочакван от пътуващите оазис. Някога районът е бил будистко царство и голям будистки център, поради което днес тук се намират много манастири и специални свещени пещери, част от голямата туристическа забележителност „Хиляда пещери на Буда“ край Кизил. Първите пещери възникнали през 3 в., което ги прави най-старите и най-западни будистки пещери в Китай. Все още са запазени някои стенописи, а с течение на времето, от 235-те пещери сега могат да се посетят около 75.
На около 30 км югозападно от Куча се намират пещерите Кумтура, от които запазени са 72, но от стенописите-почти нито един. В градския музей има реставрирани стенописи, на които са изобразени рицари в европейско облекло.
18 км северно от Куча на територия от 200 000 кв. м се намират руините от античния манастирски комплекс Субашъ. Симетрично разположени от двете страни на река Куча са три пагоди, около които се групирали храмове, будистки пещери и малки гробни комплекси.
Хотан (кит.和田地区(Hétián Dìqū); арабско-персийски خوتەن; Hotan; Khotan) е област в южната част на Синдзян, която обхваща 248 946 км² и 1,77 млн. души население (края на 2004 г.). Областният център е град Хотан, който през периода 1 – 10 век е столица на царство Хотан. През града минава и Пътят на коприната от Китай за Европа.
Античен Хотан е оставил след себе си множество ценни следи за славната си история. След археологически разкопки в началото на 20 век на бял свят се появяват множество археологически комплекси. Най-големият комплекс представлява старата столица Йоткан и стои на 8 км западно от днешен Хотан. В околността се намират и други подобни комплекси, между които Фархад-Бег Яйлаки с могила-паметник и храм на Буда. Открити са постройки за живеене, различни съоръжения за изразяване култа към Буда, а също така и много значими текстове, написани на иэточно-ирански и санскрит, както и китайски документи от периода 781 – 789.
Днес Хотан е известен с фината обработка на нефрит и типични традиционни килими. В производството и обработката на коприна са заети над хиляда работници. Годишно се произвеждат около 150 млн. метра коприна, ценена заради високото си качество. Много жени тъкачки са заети почасово, като работят предимно в домовете си, обработвайки коприната по традиционни методи.
Кашгар (официално: Kaxgar; уйгурски: قەشقەر/K̡ǝxk̡ǝr; кит.: 喀什, Kāshí), някога най-важен град-оазис ог Пътя на коприната, днес е най-важният град в южните части на Синдзян. Кашгар се намира на западния край на пустинята Такламакан и в подножието на планинския хребет Кунлун, където двата обикалящи пустинята маршрута се съединяват. По подобен начин тук са се съединили влиянията на многото култури, „пътували“ по Пътя на коприната. Градът е с 2000-годишна история, един от първите райони, през които е проникнал будизма в Китай, но по-късно от него започнало ислямизирането на населението на Синдзян, тук неслучайно се намира и един от най-големите типично ориенталски базари в света, привличащ около 100 000 посетители в празничен ден, също и най-голямата джамия в Китай. Градът е разположен на около 1200 м надморска височина и климатът е континентален, примесен с пустинен и планински. Най-ниските температури са около -24 C, а най-високите надвишават 40 C. От Кашгар има директни пътни връзки към Пакистан и Киргизстан. Оттук тръгва и пътят, наречен още „Синдзянската магистрала“ към столицата на Тибет, Лхаса, отстояща на повече от 3000 км. Асфалтът по този път обаче свършва на 300 км след града и пътуващите са изправени пред приключението на отдалечения път номер 219, преминаващ през невероятни планински местности и считан за едно от малкото подобни преживявания на днешно време. В Кашгар хората се занимават с отглеждане на пшеница, царевица, ечемик, памук, рапица, сусам и лен за производство на ленени тъкани и местни килими. Трябва да се спомене, че регионът около Кашгар е много зелен и дори се смята за най-голямата „оранжерия“ на Китай.
Построената през 9 в. джамия Ид-Ках побира до 8000 вярващи и подчертава важното значение на града като голям ислямски център в Китай. Днешната сграда на джамията е на около 500 години и съчетава в себе си арабски и уйгурски стил. Още 90 джамии са разпръснати из града. Особено интересно събитие в Кашгар е неделният пазар, който се намира на огромното пазарно пространство в североизточните части на града. По време на пазара, човек може да се снабди от игла до камила – или с всичко необходимо за пустинята. На 5 км североизточно се намира надгробната плоча Абках-Хойа, построена от едноименния местен управител, изградил я в памет на баща си и семейството си през 1680 г. Това е пример за една от най-красивите ислямски надгробни плочи в Китай.

## Икономика
Земеделието в оазисите на Синдзян се осъществява благодарение на една уникална система от канали, наречена „Кан Ар Дзин“, която е изградена под земята, за да бъдат предотвратени максимално изпаренията. Синдзян разполага с над 3,128 млн. ха земеделски земи (41,19% от цялата територия), благоприятстващи отглеждането предимно на пшеница, царевица и ориз. Наред със зърнените култури тук се отглеждат и памук, рапица, сусам и захарно цвекло. Памуковите полета се намират главно в южните части на провинцията и около районите на Турфан. Качественият памук от Синдзян е високо ценен. Също така високо ценено е и производството на коприна от Хотан и Шачъ. Климатът е особено подходящ за отглеждането на плодове. Провинцията също така е и един от най-важните пасищни райони на Китай, тъй като разполага с огромни пасища. Планините Тиеншан и Алтай са богати откъм гори – на разположение на горското стопанство са 4,84 млн. ха. Залежите от дървен материал въэлизат на 250 млн. куб. м. Заедно с гроздето и памукът, конете от Или са известни в цял Китай.
Синдзян също така е богат на полезни изкопаеми – 122 вида, от които по залежи на берилий, сода бикарбонат и глина е първи в страната. Богати залежи има още от въглища, нефт, желязо и сол. В планината Алтай се добиват злато и други цветни метали, а нефритът от планината Кунлун е известен още от древността. Важни индустриални отрасли са: въгледобивна промишленост, петролодобивна промишленост, енергийна промишленост, металургична и химична промишленост, текстилна индустрия, обработка на кожи и производство на захар. В пустинята Такламакан добивът на нефт се увеличава.
Според направено проучване качеството на питейната вода се подобрява, предприети са мерки за намаляване на вредните емисии във въздуха около по-големите градове. Най-замърсена е столицата на провинцията-град Урумчи. Въздушните замърсявания са предимно от пясък и прах, но също и от изгорели газове. Най-чист е въздухът в околностите и над град Карамай. Също така предприети са мерки за намаляване на вредните шумове.
Всички окръзи, общини и околии, както и 99% от селата в Синдзян са свързани с пътища. Пътната мрежа, с център столицата град Урумчи, се състои от седем главни пътни артерии и множество по-малки. Пътна връзка има до провинции Гансу, Цинхай, Тибет, а също и връзка с централна Азия и с 62 главни пътя на Китай. Общата дължина на пътищата е над 33 000 км. През Синдзян преминават ЖП линиите Ланджоу – Синдзян, Синдзян – Казахстан и Урумчи – Кашмир. През Казахстан може да се стигне до Европа. Директни връзки със самолет има до градовете Ланджоу, Сиан, Пекин и Шанхай, както и вътрешните линии до Хами, Корла, Куча, Хотан, Кашмир, Аксу, Ининг, Карамай, Фуюн и Алтай. По гъстота и честота на полетите, Синдзян се нарежда на първо място в Китай. Корабоплаването е незначимо, тъй като се ограничава от сезонно течащите реки Или и Артикс.

## Новости от областта на икономиката
През 2004 г. брутният вътрешен продукт на района възлиза на 220,02 мрд. юана и отбелязва плюс от 11,1% в сравнение с 2003 г. Приходите от първичния сектор също отбелязват покачване – 44,7 мрд юана, с 5,1% повече от 2003 г. Вторичният сектор възлиза на 101,01 мрд юана, покачване с цели 14,3%, а третичният сектор отбелязва плюс от 10,4% и възлиза на 74,54 мрд. юана. Съотношението между трите сектора през 2004 г. е: 20,2:45, 9:33, 9.
Финансовите приходи от 2004 г. са 32 мрд. юана, около 21% повече от 2003 г. Разходите възлизат на 11,3% повече от 2003 г. – 41 мрд. юана.
През 2004 г. нивото на цените за крайните потребители се покачва с 2,7%. Инвестициите също бележат значително покачване – 116 мрд. юана, плюс от 4,5% в сравнение с 2003 г.
В Синдзян най-важните отрасли на икономиката са: земеделие (51,5 мрд. юана), индустрия (74,5 мрд. юана), производство на високи технологии (38 млн. щатски долара), строителство (26,51 мрд. юана), траспорт, пощенски и куриерски услуги (14,8 мрд. юана, покачване с цели 35,8% в сравнение с 2003 г.), търговия на дребно (48,21 мрд. юана), туризъм (приходите от вътрешния туризъм възлизат на 10,90 мрд. юана, покачване с 22,9%; от чужденците посетили Синдзян приходите се изчисляват на 91 млн. щатски долара, най-значителното покачване – цели 87,5%). Външната търговия на Синдзян също се разраства, особено тази с Пакистан. През 1982 г. на граничния пункт Кунджирап са регистрирани едва 300 души за период от цяла година, а днес числото минава 10 000. Заедно с това и търговията с Пакистан се разширява. През 2004 г. експортът и импортът на стоки надвишава 5,64 мрд. щатски долара, плюс от 18,2% в сравнение с предишната година. Амбициите на Синдзян за привличане на чуждестранни инвестици са успешни, с тенденция да се увеличават все повече. Договори на стойност 102 млн. щатски долара са подписани за реализирането на чуждестранни проекти, с което е постигнат обем от 86 млн. щатски долара. Чуждестранните инвестиции през 2004 г. възлизат на 46 млн. щатски долара, с 14,5% повече от 2003 г.
Проектът за увеличаване на скоростта на влаковете по линията Ланджоу – Урумчи е вече факт. Той е част от трите ключови проекта на министирството на железниците. 2000 километровата линия Ланджоу – Синдзян започва на изток от столицата на провинция Гансу град Ланджоу и стига чак до планинския проход Алатан, втория евроазиатски междуконтинентален мост. Това е и единствената железопътна връзка с вътрешността на Китай и поради това проектът е от съществено значение. Участъкът от ЖП линията между Корла и Кашгар е ремонтиран и движението е по-бързо и двустранно. Този южен клон на линията Лансин достига Кашгар през 1999 г. Градът е най-западната точка в Китай, до която се достига с влак. През 2007 г. се правят проучвания на терена за удължаване на линията до Пакистан. Преговори за продължаване на линията и до град Ош в Киргизстан се водят от няколко години. За линията Усу – Алатан в Северен Синдзян и за разширяването на запад по линията в Южен Синдзян са отделени 2,4 мрд. юана. При откриването в експлоатация са пуснати 826,9 км, 101 км повече от планираните.
В края на 2000 г. завършва и изграждането на магистралата Урумчи – Куйтун. През 2004 г. 5900 км нови пътища са завършени, с което са свързани 257 отдалечени села. Отделно в над 500 села улиците са изцяло преасфалтирани.
В експлоатация бе пуснато второто шосе, минаващо през най-голямата пустиня в Китай, един от проектите с цел подобряване на връзките в северозападните региони на страната. Минаващият от север на юг първокласен път с дължина 424 км води през пустинята Такламакан, като съкращава досегашното разстояние между двата града Хотан и Арал с около 550 км, и спестява на пътуващите около 7 часа.
През 2004 28-те висши учебни заведения са приели 50 900 нови студенти, повече с 18,1% от 2003 г. Плюс от цели 40,4% в сравнение с предишната година регистрират 11-те учебни заведения, обучаващи академици – през 2004 г. са приети 2336. В Синдзян има 78 професионални и специализирани висши учебни заведения. В университетите през 2004 г. се обучават 84 600 студенти, а в професионалните и специализирани заведения 7100, по-малко с 12,3% отколкото през 2003 г. 47.900 души са неграмотни.
През 2004 г. на международни и континентални състезания спортистите на автономния район заемат 5 призови първи места, три пъти печелят втори места и пет пъти трети. На републикански състезания имат 15 златни, 15 сребърни и 19 бронзови медали.
Уйгурският автономен район се възползва от кредита на Азиатската Банка за развитие за изграждането на едно уникално съоръжение – най-голямата вятърна електроцентрала на Китай с капацитет 200 000 kW. Регионът около град Дабан е изключително подходящ за изграждането на централата поради географското си местоположение. Равнинният терен и въздушното течение протичащо точно в областта от северен към Южен Синдзян са идеални за целта. Регионът е добре свързан с пътната мрежа и освен това се намира в средата на най-важната електрическа мрежа на столицата Урумчи. Създадена е и вятърно електрическа компания. Тя разполага с близо 200 генератора с мощност над 100 000 kW. Вятърната електроцентрала годишно произвежда 100 млн. kW/h елекроенергия за ел. мрежа на Урумчи, с което спестява 40 000 т. въглища и около 6500 т. отпадни материали.
Правителството на Синдзян-Уйгурския автономен район подсигурява подслон на 580 000 души в неравностойно социално положение и дава на разположение 91 млн. юана на 1,98 млн. души пострадали от бедствия и аварии. 350 000 социално слаби са подпомогнати с дрехи и храна, в 30 подпомагани от правителството кръга, приходите на глава от населението при селяните са се покачили до 156 юана. 2,05 млн. ученици от начални училища и от прогимназиален курс са освободени от такса за обучение и учебни пособия и помагала за период на задължителното обучение от 9 години. 195.000 m² от училищните сгради и комплекси са обновени.
През 2004 г. процентът на безработицата в градовете и общините възлиза на 3,8%.
Същата година доходите на глава от населението в градовете бележат покачване с 4,9% в сравнение с изминалата година – 7503 юана, а тези на селското население с 3,1% – 2245 юана.

## Население
Синдзян е известен със своето етническо многообразие. В официалното име на района, думата „автономен“ означава, че едно от малцинствата съставлява най-малко 30% от цялото население. От 47-те етнически малцинства в Синдзян най-голямото представляват уйгурите, като до 1953 г. са били до 75% от населението. След откриването на ЖП линията Ланджоу – Урумчи процентът пада драстично вследствие масово изселване и достига до 45%. Броят на ханските китайци се увеличава и днес те се нареждат на второ място по брой. Уйгурите заедно с казахите, узбеките и киргизите принадлежат към алтайските тюркски народи. Други населяващи Синдзян етноси са таджики, които са от европеидната раса (в роднинска връзка с персите), монголци, татари, мюсюлманите, които говорят хански китайски – хуейци, руснаци, манджури, дунгари, даури и др.
За да способстват по-доброто комуникиране между различните етноси в Китай, след 1949 редица езиковеди и специалисти са заети със задачата да измислят универсални азбуки (13 на брой) и езикови системи на базата на латинската азбука. Целта е както по-добрата комуникация, така и районите, в които не доминират ханските китайци да търпят икономическо и културно развитие. Така за уйгурския език е въведена латиница, която обаче от повече от 20 г. не се използва. Преди ислямизирането си уйгурите имали своя собствена писменост, пишели отгоре – надолу и отляво – надясно. Днес те използват арабска азбука, но с различни от арабските думи. Регионалните диалекти са много различни. Говорът около Турфан се характеризира с твърдост, а кашгарският е мек. Уйгурите използват майчиния си език на работното място и в различните институции. Официалните езици в района са уйгурски и китайски, в училищата обаче се преподава на майчините езици и на почти всички останали малцинства. С най-добро реноме се ползват училищата, в които се изучава и преподава китайски език, а той е и задължителното условие за прием във висшите училища.
Макар че Синдзян се модернизира непрекъснато, уйгурите са запазили уникалния си бит пазят традициите си. Къщите им например са много практични – построени от сушени на слънце тухли от песъчлива глина, които през зимата задържат топлината вътре, а през горещите летни дни предпазват от жегата. Традиционният за уйгурите кръгъл хляб се нарича „Нан“ и се пече на камък. Известни още са обработката на нефрит и злато, също и традиционната изработка на килими. Преди да се преместят на запад, прогонени от монголците преди повече от 2000 години, уйгурите дошли от монголските степи. До II – I хил. пр. Хр. от номадски начин на живот, преминали към уседнал, поради увеличаването на обработваните от тях земи. Днес те обитават Синдзян, като в районите на Турфан са се смесили с монголци и хански китайци, на запад с казахи, киргизи и т.н. Първоначално религията им била амнистки шаманизъм, а по-късно проникналия от Индия по Пътя на коприната идва и будизъма. През 10 век западноуйгурите от районите на Кашгар конвертирали към Ислям, докато източноуйгурите около Турфан се ислямизирали едва през 14 век. От останалите народи те се отличават с по-дълги носове и с по-дълга брада при мъжете. Днес повечето от тях носят типичното за ислям облекло, което всъщност има само символно значение.

### Етнически състав
| Етнически групи в Синдзян-уйгурски автономен регион, по данни от 2000 година | Етнически групи в Синдзян-уйгурски автономен регион, по данни от 2000 година | Етнически групи в Синдзян-уйгурски автономен регион, по данни от 2000 година |
| Етнически групи                                                              | Население                                                                    | Процент                                                                      |
| ---------------------------------------------------------------------------- | ---------------------------------------------------------------------------- | ---------------------------------------------------------------------------- |
| уйгури                                                                       | 8 345 622                                                                    | 45,21                                                                        |
| китайци                                                                      | 7 489 919                                                                    | 40,58                                                                        |
| казахи                                                                       | 1 245 023                                                                    | 6,74                                                                         |
| хуейци                                                                       | 839 837                                                                      | 4,55                                                                         |
| киргизи                                                                      | 158 775                                                                      | 0,86                                                                         |
| монголци                                                                     | 149 857                                                                      | 0,81                                                                         |
| дунсиан                                                                      | 55 841                                                                       | 0,30                                                                         |
| таджики                                                                      | 39 493                                                                       | 0,21                                                                         |
| сибе                                                                         | 34 566                                                                       | 0,19                                                                         |
| манджури                                                                     | 19 493                                                                       | 0,11                                                                         |
| тудзя                                                                        | 15 787                                                                       | 0,086                                                                        |
| узбеки                                                                       | 12 096                                                                       | 0,066                                                                        |
| руснаци                                                                      | 8935                                                                         | 0,048                                                                        |
| миао                                                                         | 7006                                                                         | 0,038                                                                        |
| тибетци                                                                      | 6153                                                                         | 0,033                                                                        |
| джуан                                                                        | 5642                                                                         | 0,031                                                                        |
| даури                                                                        | 5541                                                                         | 0,030                                                                        |
| татари                                                                       | 4501                                                                         | 0,024                                                                        |
| салари                                                                       | 3762                                                                         | 0,020                                                                        |

## Политика
Още от древността Синдзян представлява кръстопът на интереси. Множество пререкания и спорове са причина между различните етноси да е имало конфликти. Днес за подобни конфликти се грижат ислямски и пан-тюркски организации на уйгурските сепаратисти. Съществува незаконно народноосвободително движение, наречено Източен Туркестан, което има за цел да извоюва независимост на района. Синизацията (асимилиране) е термин, възникнал вследствие на провежданата от Китай политика в района, причина за недоволството от страна на населението. Не само масовото заселване на китайци в района, а заеманите от тях високи длъжности в местното управление, служби и пр., предизвикват недоволство. След прокламацията на КНР в Синдзян се заселват много китайци с цел подпомагане на цялостното развитие на района постигнатите резултати: подобрени условия за живот водят до драстичното увеличаване на населението. През 50-те години на 20 век е създаден Синдзянски производствен и строителен корпус. Това е правителствена икономическа и полувоенна организация, която, де факто, има административни права върху средно големи градове и ферми по територията на цялата провинция. Щабът се намира в град Урумчи. Организацията също така има своя собствена административна структура, като изпълнява правителствени функции върху районите, попадащи под юрисдикцията ѝ (74 300 кв. км). Правителството на Синдзян-Уйгурския автономен район обикновено не се намесва в административните дела на организацията. Основните задачи, по които работи корпуса, са развитие на икономиката, осигуряване на обществена сигурност и постигане на хармония между етносите в района, главно като противодейства на движението за независимост на Източен Туркестан. По време на своята 50-годишна история СПСК изгражда 6 града, от които контролира 5 – Шъхъдзъ (1976), части от Куйтун, Арал (2002), Тумушукъ (2002), Удзяцю (2002) и Бейтун.
Когато участва в различни икономически дейности, организацията е позната с името China Xinjian Group (Чайна Синдзиен Груп).
СПСК има своя собствена образователна система, покриваща начално, средно и висше образование (2 университета: Тарим и Шъхъдзъ).
През периода на КНР много бурни конфликти и сериозни инциденти са доказателство за напрежението сред населението. През 1962 г. 60 000 уйгури и казахи избягват от глада и от политическите чистки в съседния Съветски съюз. През 80-те години има демонстрации и бунтове на студенти срещу полицейски акции на етническа основа. През април 1990 г. преждевременно избухва въстание, в резултат на което са загинали 50 души. 1997 г. по време на Рамадан полицейска акция, с цел залавяне на сепаратисти, става повод за големи демонстрации, познати още като Инцидентът Гуля/Инин, причинили смъртта на най-малко 9 души. Ограничителните мерки последвали този инцидент водят до още един – автобусните бомбени атентати в Урумчи от 25. февруари 1997 г., при които загиват 9 души а десетки са ранени. Макар след атентатът 11 септември в САЩ и последвалото навлизане на американските войски в Афганистан да има много дискусии за тероризма в Синдзян, положението е спокойно от края на 90-те до днес. На 5 януари 2007 китайското контраразузнавателно бюро разкрива терористически тренировъчен лагер в Памирското плато в Южен Синдзян. Открити са над 1500 ръчни гранати, 18 терористи са убити, а други 17 са заловени в престрелка между движението за независимост на Източен Туркестан и Китайската народна армия. Според някой анализатори уйгурските бунтовници са подпомагани и от Ал Кайда и талибаните в Пакистан и Афганистан. Китай граничи и с двете страни, поради което има страхове че войните бушуващи в тези страни може да се прехвърли и на местна китайска почва.
Вследствие на преследване, отделни групи уйгурски сепаратисти избягват в съседните страни, напрпример в Казахстан.